# 千葉大みらい医療基金
千葉大みらい医療基金（ちばだいみらいいりょうききん、英語: Chiba university　Future medical funds / Chiba University Futuristic Medical Fund）は、2020年に日本の千葉大学大学院医学研究院・医学部に設置、設立された基金。国立大学法人千葉大学に組織するため、千葉県千葉市稲毛区弥生町1番33号に本部を置く。略称は特になく、千葉大みらい医療基金、みらい医療基金、医学部基金と呼ばれる。

## 概要
千葉大学大学院医学研究院・医学部には現在5つの中核研究部門と4つの先端研究部門があり、これまでも多くの外部研究資金を確保して研究を行っているが、若手研究者の支援ができない、長期間にわたる研究実施が難しい、優秀な職員を長期雇用できない等の問題があった。　これまでにも、千葉大学大学院医学研究院・医学部でも他大学同様に奨学寄附金、すなわち大学において、学術研究に要する経費等、教育研究の奨励を目的とする経費に充てるべきものとして、学外機関等から受け入れる「奨学寄附金制度」があったが、平成16年に国立大学が法人化されてからは、交付金削減の決定によってさらに研究・教育環境が厳しいものとなった。　同学院は外部資金の獲得能力の向上が大学として、研究機関として喫緊の課題であると判断したことから、「奨学寄附金制度」ではない新しい形で誰からであっても支援ができる、誰からでも寄付を受入れられる体制整備の拡充を決定した。　

　2020年4月に医学研究推進のための支援を幅広く受けられるよう「千葉大みらい医療基金」は設置された。
　本基金に寄せられる寄付金は最先端医学研究の推進及びその研究環境整備のために活用され、長期的な研究支援を行えるよう基金活動や医学の情報発信、人材育成、設備維持の財源としても充てられる。
　2021年には千葉大みらい医療基金による研究助成事業が開始-財源は同基金に寄せられた寄付金

・千葉大学(以下;同大学)の研究経費予算の減少は平成30事業年度財務諸表ではおおよそ37億円とされており、平成26年度の研究経費47億円から5年間で10億円減少している。補助金(交付金)が激減したことで研究において、外部資金はとても大切な財源となった。-2021/3/31